# OwnCloud
ownCloud é um sistema de computador mais conhecido como "serviço de armazenamento e sincronização de arquivos". Como tal, ownCloud é muito semelhante ao amplamente usado Dropbox, cuja principal diferença é que ownCloud é gratuito e open-source, e permitindo assim qualquer um de instalar e operar sem custo em um servidor privado, sem limite de espaço de armazenamento (com exceção da capacidade do disco rígido) ou o número de clientes conectados.

## História
Frank Karlitschek, um desenvolvedor KDE, começou a desenvolver ownCloud em janeiro de 2010, a fim de fornecer uma alternativa em código aberto aos sistemas de armazenamento com código proprietário.
ownCloud é integrado com o desktop GNOME.  Integração do ownCloud com o software colaborativo Kolab começou a partir de 2013.  Projetos adicionais que usam ou conectam com ownCloud incluem um projeto Raspberry Pi para criar um sistema de armazenamento em nuvem menor e de baixo consumo de eletricidade usando o Raspberry Pi.

## Situação Atual
Em Junho de 2016, Frank Karlitschek entrou em desacordo com a política adotada pelo ownCloud que privilegiava o suporte da versão paga do software e criou o Nextcloud como um fork totalmente open source do mesmo.